# Thiên hoàng Buretsu
Thiên hoàng Vũ Liệt (武烈天皇 (Vũ Liệt Thiên hoàng) Buretsu Tennō, khoảng 489 - 507) là Thiên hoàng thứ 25 của Nhật Bản theo danh sách kế vị truyền thống. Không có ngày tháng chắc chắn về cuộc đời và thời đại của Thiên hoàng này. Buretsu được cho là đã trị vì đất nước vào cuối thế kỷ 5, đầu thế kỷ 6, nhưng rất hiếm thông tin về ông. Các học giả chỉ còn biết than phiền rằng vào thời điểm này, chưa có đủ cứ liệu để thẩm tra và nghiên cứu thêm.
Thiên hoàng là con trai của Thiên hoàng Ninken và Hoàng hậu Kasuga no Ōiratsume no Kōgō (春日大郎皇后 (Xuân Nhật Đại Lang Hoàng Hậu)). Tên ông là Ohatsuse no Wakasazaki no Mikoto (小泊瀬稚鷦鷯尊).
Theo nhiều ghi chép bao gồm Cổ Sự Ký (Kojiki) và Nhật Bản Thư Kỷ (Nihonshoki), ông sinh năm 489 và qua đời ngày 7 tháng 1, 507 và được tin là đã trị vì từ năm 498 đến năm 507.
Buretsu được miêu tả là một vị vua rất độc ác trong Nhật Bản Thư Kỷ được so sánh với Đế Tân (Trụ Vương) của nhà Thương nhưng ghi chép trong Cổ Sự Ký không đề cập đến vấn đề đó. Có vài thuyết về sự khác nhau này. Một số người tin rằng điều này sẽ bào chữa và ca ngợi người kế vị, Thiên hoàng Keitai, ông lên ngôi trong những hoàn cảnh còn nhiều nghi vấn. Trong các sách lịch sử trước và sau Chiến tranh thế giới thứ hai, phần ghi chép về Buretsu bị bỏ qua một cách có chủ đích.
Nếu Thiên hoàng Keitai mở đầu một triều đại mới như nhiều nhà sử học tin tưởng, thì Buretsu là Thiên hoàng cuối cùng của triều đại đầu tiên được ghi lại ở Nhật Bản.